# Rockwell Automation
Rockwell Automation, Inc. — американский поставщик промышленной автоматизации и информационных продуктов. Бренды включают Allen-Bradley и программное обеспечение Rockwell.
Штаб-квартира располагается в Милуоки, штат Висконсин. В числе крупнейших компаний США по размеру выручки в 2022 году (список Fortune 500) Rockwell Automation заняла 472-е место. В списке крупнейших публичных компаний мира Forbes Global 2000 за 2022 год Rockwell Automation заняла 1121-е место.

## История

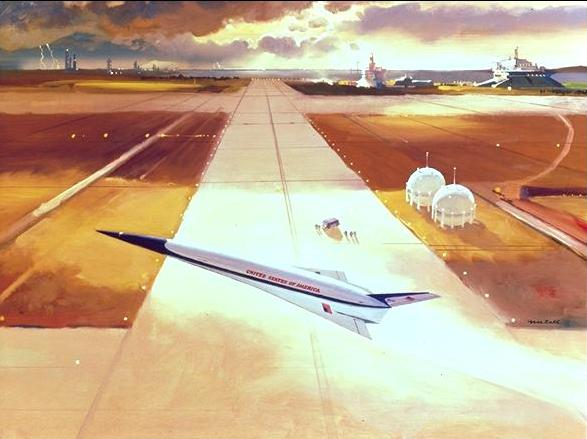
Взлет X-30, концепт 1986 года.

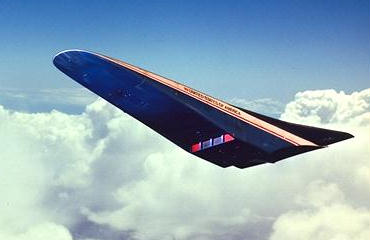
Проект Rockwell X-30 (работа художника)

Старейший предшественник компании, Allen-Bradley Company, был основан в 1903 году для производства реостатов. Rockwell Manufacturing Company, производитель автомобильных мостов, был основан в 1919 году. В 1928 году была создана холдинговая компания North American Aviation, объединившая ряд компаний в сфере авиастроения. Эти компании значительно выросли благодаря военным заказам во время и после окончания Второй мировой войны. В 1967 году North American объединилась с Rockwell-Standard Corporation под названием North American Rockwell Corporation. В 1973 году название было упрощено до Rockwell International. Эта корпорация в то время была крупнейшим подрядчиком военных и аэрокосмических проектов правительства США, в то же время осваивала и другие направления деятельности, такие как производство автокомплектующих и электроники. С окончанием холодной войны корпорация начала терять значение.
Rockwell Automation была создана 6 декабря 1996 года в ходе реорганизации Rockwell International; реорганизация заключалась в отделении и продаже «Боингу» подразделения аэрокосмических и военных технологий. В 2001 году была отделена компания Rockwell Collins, специализирующаяся на производстве авионики (с 2018 года часть Raytheon Technologies).

## Деятельность
Подразделения по состоянию на 2021 год:
- Intelligent Devices — производство моторов, датчиков, реле, контроллеров и других комплектующих для промышленности; 47 % выручки.
- Software & Control — программное обеспечение и оборудование для контроля и наблюдения, средства автоматизации производства; 28 % выручки.
- Lifecycle Services — установка и обслуживание оборудования, а также Sensia (совместное предприятие с Schlumberger); 25 % выручки.

Компания ведёт деятельность в более, чем 100 странах мира; помимо США значительна доля в выручке Китая, Канады, Италии, Мексики, Германии и Великобритании. На Северную Америку приходится 59 % выручки, на Европу — 20 %, на Азиатской-Тихоокеанский регион — 14 %, на Латинскую Америку — 6 %.
Основные производственные мощности находятся в США (штаты Висконсин и Огайо), Мексике, Китае, Канаде, Польше, Бразилии и Сингапуре.

## Продукты и системы, выпускавшиеся ранее
- Гражданская и военная авиатехника — ныне Boeing
- Авионика — Rockwell Collins
- Полупроводники и модемы — Conexant Systems
- Бытовая техника (Admiral Appliances) — Maytag Corporation

## Продукция
- ПАК (PAC): CompactLogix, ControlLogix, FlexLogix, SoftLogix5800 and DriveLogix
- ПЛК (PLC): Micro800, Datasite RTU, MicroLogix, SLC500, PLC5.Micrologix 1400Умное реле: Pico.

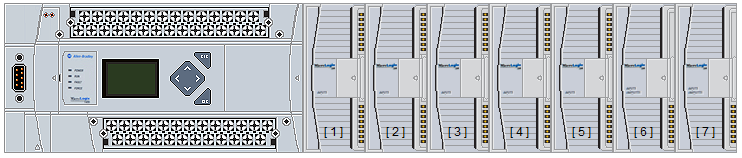
Micrologix 1400

- Модули I/O: Flex I/O, Compact I/O, Point I/O.
- Сервоприводы: Kinetix 5500, 5700, 6200, 6500.
- Преобразователи частоты: PowerFlex.
- Устройства плавного пуска: SMC.